# Arik Smith
Arik D'Marcus Smith (Bakersfield, 9 december 1993) is een Amerikaans basketballer.

## Carrière
Smith speelde NCAA Division III collegebasketbal voor de University of Wisconsin River Falls Falcons en Cal Lutheran Kingsmen van 2011 tot 2015. Hij speelde daarna in het Italiaanse basketbal eerst bij vierdeklasser NB Sora 2000 en daarna bij vijfdeklasser Cestistica Ostuni. Voor het seizoen 2017/18 tekende hij bij de Zweedse eersteklasser Umea BSKT waar hij een seizoen speelde.
In het seizoen 2018/19 tekende hij bij het Slowaakse BK Inter Bratislava waarmee hij landskampioen werd en de MVP van de play-offs. Hij speelde daarna twee seizoenen in de Belgische competitie bij Union Mons-Hainaut. In het seizoen 2021/22 speelde hij voor de Italiaanse eersteklasser Janus Basket Fabriano. In augustus 2022 tekende hij een contract bij de Antwerp Giants maar een dag voor zijn vertrek naar Antwerpen liep hij een blessure op en werd geopereerd waardoor hij niet voor de Giants uitkwam en vervangen werd door Avery Woodson.
In augustus 2023 tekende hij bij de Poolse eersteklasser Twarde Pierniki Torun. Hij verliet in de zomer de Poolse eersteklasser voor de Estse eersteklasser KK Kalev/Cramo. In oktober 2024 geraakte hij echter geblesseerd en moest geopereerd worden.

## Erelijst
- Zweeds Basketligan Guard van het Jaar: 2018
- Slowaaks landskampioen: 2019
- Slowaaks play-offs MVP: 2019